# Coves de Son Granada de Dalt - Ses Comes
Les coves de Son Granada de Dalt - Ses Comes és un conjunt de dues coves situades al lloc anomenat Ses Comes, de la possessió de Son Granada de Dalt del municipi de Llucmajor, Mallorca.
Aquestes coves estan situades a la terrassa d'un torrent i distanciades l'una de l'altra uns 30 m. Una d'elles és una balma natural amb una façana d'uns 28 m oberta. Té una fondària màxima d'uns 13 m i una altura d'uns 4 m. A la banda de la façana, orientada a l'est, s'ha fet un tancament de pedra d'uns 2 m d'altària tot al llarg d'aquesta façana, i s'han practicat dos portells un a cada extrem. L'interior d'aquesta cova es troba cobert de terra fina i espaiat. L'altra cova té un accés molt bo. A l'entrada fa un tancament de pedres molt recent i no hi ha rampa, sinó que s'accedeix a peu pla. És una cova natural retocada que té una fondària d'uns 16 m i una amplada d'uns 7 m. L'interior està molt ben conservat, molt net i espaiat, i també s'hi ha fet tancaments de pedra seca.